# Чорноярово
Чорноя́рово (рос. Черноярово) — село у складі Ташлинського району Оренбурзької області, Росія.

## Населення
Населення — 691 особа (2010; 703 у 2002).
Національний склад (станом на 2002 рік):
- росіяни — 76 %